# Ebenthal in Kärnten

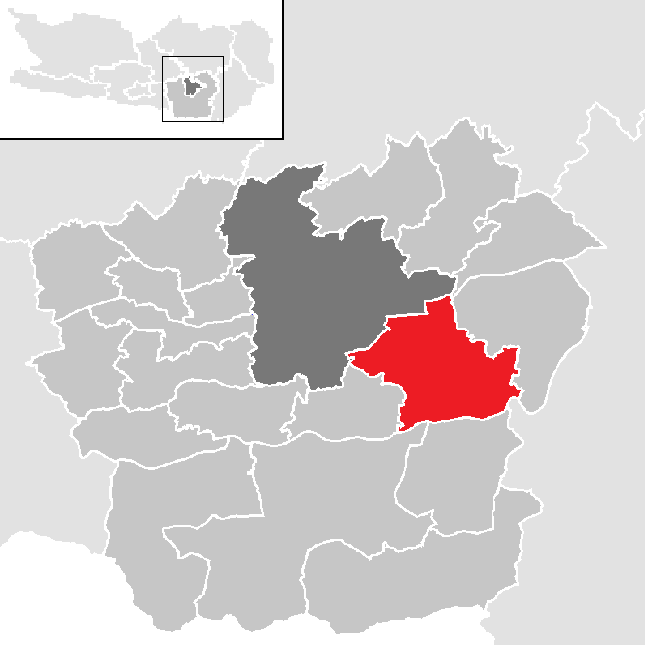
Ebenthal in Kärnten - poloha v okresu Klagenfurth-venkov

Ebenthal in Kärnten (slovinsky: Žrelec) je městys v okresu Klagenfurt-venkov, ve spolkové zemi Korutany (německy: Kärnten) v Rakousku. V lednu 2015 zde žilo 7688 lidí.

## Poloha, popis
Ebenthal se nachází jihovýchodně od Klagenfurtu. V severní části městyse protékají řeky Glan a Gurk, jižní hranici katastru tvoří řeka Dráva (Drau). Rozloha městyse je 55 km² a rozkládá se v nadmořské výšce zhruba od 395 m do 850 m.

## Doprava
Při severním okraji městyse prochází Zemská silnice B70 (Packer Straße), ze které směrem k jihu odbočují zemské silnice L100 a L101. Kromě těchto silnic prochází severní částí území železniční trať, na níž není v městysi Ebenthal žádná železniční stanice.
Městys Ebenthal in Kärnten je tvořen 34 sídly (lokalitami). Jsou to:
| P.č. | Jméno (německy)    | Jméno (slovinsky)  | Obyvatel |  |  |  |  |  | P.č. | Jméno (německy) | Jméno (slovinsky) | Obyvatel |
| ---- | ------------------ | ------------------ | -------- |  |  |  |  |  | ---- | --------------- | ----------------- | -------- |
| 1    | Aich an der Straße | Dobje              | 20       |  |  |  |  |  | 18   | Pfaffendorf     | Hovja vas         | 189      |
| 2    | Berg               | Rute pri Medgorjah | 77       |  |  |  |  |  | 19   | Priedl          | Predel            | 115      |
| 3    | Ebenthal           | Žrelec             | 1319     |  |  |  |  |  | 20   | Radsberg        | Radiše            | 99       |
| 4    | Goritschach        | Goriče             | 71       |  |  |  |  |  | 21   | Rain            | Breg              | 1076     |
| 5    | Gradnitz           | Gradnice           | 423      |  |  |  |  |  | 22   | Reichersdorf    | Riharja vas       | 699      |
| 6    | Gurnitz            | Podkrnos           | 393      |  |  |  |  |  | 23   | Rosenegg        | –                 | 193      |
| 7    | Haber              | Gaber              | 40       |  |  |  |  |  | 24   | Rottenstein     | Podgrad           | 133      |
| 8    | Hinterberg         | –                  | 12       |  |  |  |  |  | 25   | Saager          | Zagorje           | 10       |
| 9    | Kohldorf           | Vogle              | 69       |  |  |  |  |  | 26   | Sabuatach       | Zablate           | 14       |
| 10   | Kosasmojach        | Kozasmoje          | 30       |  |  |  |  |  | 27   | Schwarz         | Dvorec            | 188      |
| 11   | Kossiach           | Kozje              | 55       |  |  |  |  |  | 28   | Tutzach         | Tuce              | 107      |
| 12   | Lipizach           | Lipica             | 89       |  |  |  |  |  | 29   | Untermieger     | Spodnje Medgorje  | 43       |
| 13   | Mieger             | Medgorje           | 5        |  |  |  |  |  | 30   | Werouzach       | Verovce           | 33       |
| 14   | Moosberg           | Kajže              | 15       |  |  |  |  |  | 31   | Zell            | Selo              | 307      |
| 15   | Niederdorf         | Dolnja vas         | 968      |  |  |  |  |  | 32   | Zetterei        | Cotarija          | 451      |
| 16   | Obermieger         | Zgornje Medgorje   | 86       |  |  |  |  |  | 33   | Zwanzgerberg    | Osojnica          | 115      |
| 17   | Obitschach         | Običe              | 148      |  |  |  |  |  | 34   | Kreuth          | Rute              | 106      |

V tabulce uvedený počet obyvatel byl v říjnu 2011.

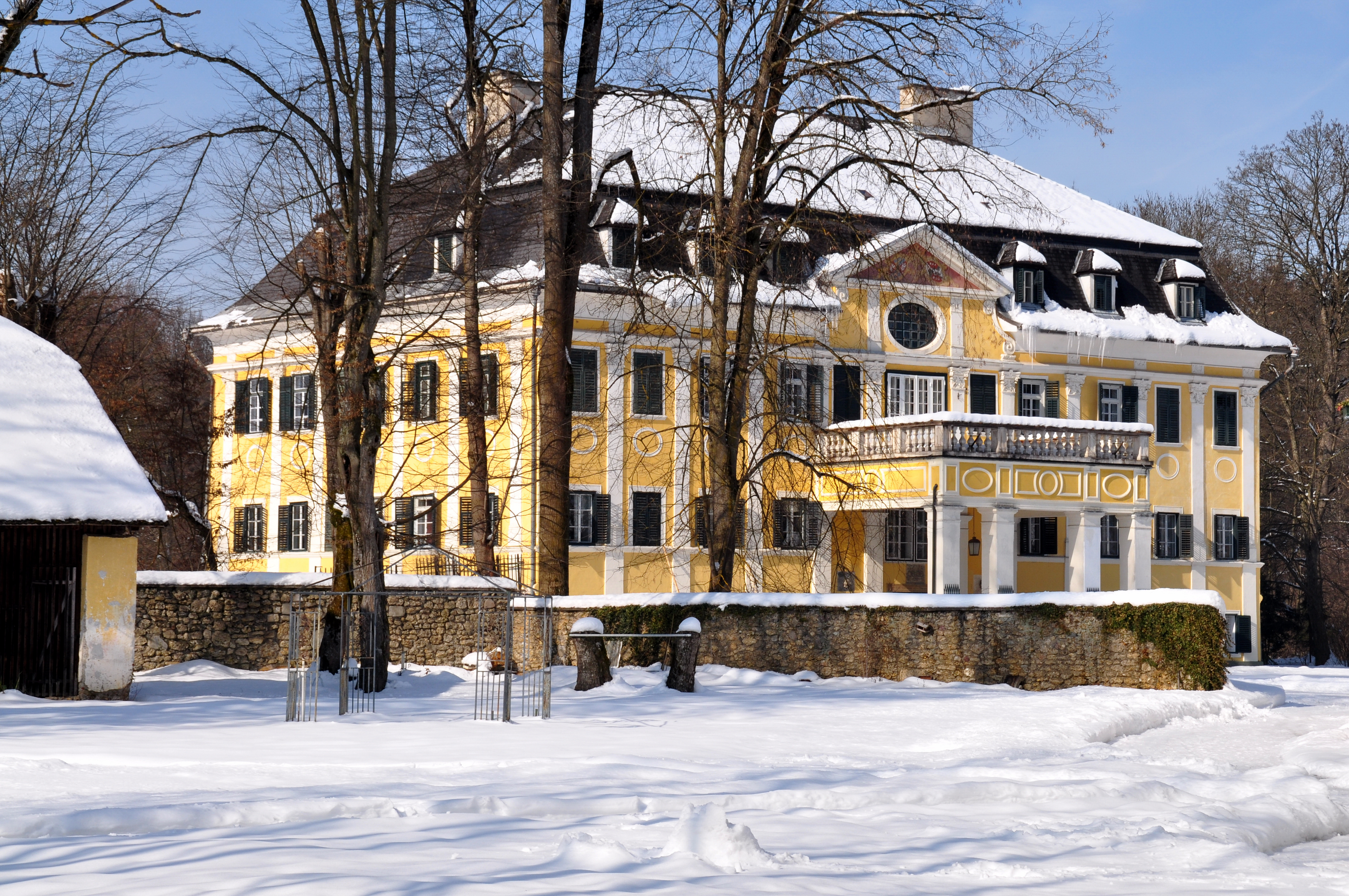
Zámek v Ebenthalu

## Zajímavosti
- Nejméně pět farních kostelů,
- Zámky Ebenthal a Rosenegg,
- Zříceniny hradů Gurnitz a Greifenfels
- Vodopády Ebentaler a Gurnitzer.